# Николаевский собор (Старобельск)
Свято-Николаевский собор (укр. Свято-Миколаївський Собор) — второй кафедральный собор Северодонецкой епархии Украинской православной церкви (Московского патриархата), расположенный в центре города Старобельска Луганская области.

## История
История собора начинается в 1858 году с публикации во всероссийских газетах решения священного синода об увековечивании памяти умершего императора Николая I и сооружении в Старобельске храма его имени: «В память усопшего, в бозе почившего государя Николая I построить в городе Старобельске Харьковской епархии каменный храм с именем Николаевский, Николаевская церковь. Архитектурное оформление исполнить в стиле барокко, считая наивысшим достижением строительного мастерства и высокой культуры старины».
Известие о строительстве храма везде и всеми бурно обсуждалось. Многие вносили свои предложения о месте строительства, и в конце 1859 года оно было определено — на холме между Малой Дворянской и Соборной, Классической и Николаевской улицами.
Николаевская церковь строилась быстро. В 1862 году строительство было полностью завершено.
По окончании строительства, в конце 1862 года, церковь была освящена во имя святого Николая Чудотворца.
Судьба церкви оказалась счастливой, так как с 1924 по 1994 годы это было единственное место в городе, где велась служба.
Во времена СССР церковь была признана памятником архитектуры XIX века. Государство взяло её под охрану и охраняется по настоящее время.
С установлением кафедры Николаевская церковь была переименована в Свято-Николаевский кафедральный собор и в настоящее время носит это имя. В настоящее время собор является одним из старейших, до ныне действующих, православных храмов города.

## Епархиальная подчинённость
- 1862 — 14 мая 1916 — Харьковская и Ахтырская епархия. Окончание строительства храма[1].
- 14 мая 1916 — 1925 — Старобельское викариатство Харьковской епархии. Образование Старобельского викариатства[2].
- 21 мая 1944—1945 — Донецкая и Ворошиловградская епархия. Решение Священного Синода РПЦ об учреждении Ворошиловградской епархии[3].
- 6 сентября 1991 — 6 октября 1991 — Луганская епархия. Решение архиерейского собора (6-7 сентября 1991 г.) об образовании Луганской епархии[4].
- 6 октября 1991 — 31 мая 2007 — Луганская и Старобельская епархия. Разделение Донецкой и Луганской епархии[5].
- 31 мая 2007 — до настоящего времени — Северодонецкая епархия. Решение Священного Синода УПЦ от 31 мая 2007 года[6].